# Jakub Konstantyn
Jakub Konstantyn (ur. 26 czerwca 2002 w Krakowie) – polski piłkarz grający na pozycji pomocnika w klubie Pogoń Grodzisk Mazowiecki.

## Kariera juniorska
Konstantyn grał jako junior w AP Gołcza (2013–2016), Progresie Kraków (2016–2018) i Koronie Kielce (2018–2020).

## Kariera seniorska

### Korona II Kielce
Konstantyn zadebiutował w rezerwach Korony Kielce 2 sierpnia 2020 w meczu ze Stalą Kraśnik (2:1). Pierwszą bramkę zdobył 26 sierpnia 2020 w wygranym 3:0 spotkaniu przeciwko rezerwom Cracovii. 11 listopada 2020 w starciu z Siarką Tarnobrzeg (4:1) ustrzelił dublet. 8 sierpnia 2022 w wygranym 5:2 spotkaniu przeciwko Unii Tarnów zdobył 4 bramki. Łącznie rozegrał dla nich 55 meczów i strzelił 15 goli.

### Korona Kielce
Konstantyn zaliczył debiut w pierwszej drużynie Korony Kielce 18 marca 2023 w zremisowanym 0:0 spotkaniu przeciwko Pogoni Szczecin. Pierwszego gola strzelił 29 września 2023 w meczu ze Stalą Mielec (3:2). Ostatecznie w ich barwach wystąpił 35 razy i zdobył jedną bramkę.

### Pogoń Grodzisk Mazowiecki
Konstantyn przeszedł do Pogoni Grodzisk Mazowiecki 18 lipca 2025. Zadebiutował u nich 19 lipca 2025 w meczu ze Stalą Rzeszów (2:1).

## Statystyki

### Klubowe
(aktualne na dzień 18 sierpnia 2025)
| Klub                      | Sezon              | Liga               | Liga  | Liga   | Puchar kraju | Puchar kraju | Suma  | Suma   |
| Klub                      | Sezon              | Liga               | Mecze | Bramki | Mecze        | Bramki       | Mecze | Bramki |
| ------------------------- | ------------------ | ------------------ | ----- | ------ | ------------ | ------------ | ----- | ------ |
| Korona II Kielce          | 2020/21            | III liga           | 22    | 7      | 0            | 0            | 22    | 7      |
| Korona II Kielce          | 2022/23            | III liga           | 25    | 8      | 0            | 0            | 25    | 8      |
| Korona II Kielce          | 2024/25            | III liga           | 8     | 0      | 0            | 0            | 8     | 0      |
| Korona II Kielce          | Ogólnie            | Ogólnie            | 55    | 15     | 0            | 0            | 55    | 15     |
| Korona Kielce             | 2022/23            | Ekstraklasa        | 1     | 0      | 0            | 0            | 1     | 0      |
| Korona Kielce             | 2023/24            | Ekstraklasa        | 21    | 1      | 3            | 0            | 24    | 1      |
| Korona Kielce             | 2024/25            | Ekstraklasa        | 8     | 0      | 2            | 0            | 10    | 0      |
| Korona Kielce             | Ogólnie            | Ogólnie            | 30    | 1      | 5            | 0            | 35    | 1      |
| Pogoń Grodzisk Mazowiecki | 2025/26            | I liga             | 5     | 0      | 0            | 0            | 5     | 0      |
| Pogoń Grodzisk Mazowiecki | Ogólnie            | Ogólnie            | 5     | 0      | 0            | 0            | 5     | 0      |
| Ogólnie w karierze        | Ogólnie w karierze | Ogólnie w karierze | 90    | 16     | 5            | 0            | 95    | 16     |